# Olevano Romano
Olevano Romano és un comune (municipi) de la ciutat metropolitana de Roma, a la regió italiana del Laci, situat uns 45 km a l'est de Roma. L'1 de gener de 2018 tenia 6.614 habitants.
Olevano Romano limita amb els municipis següents: Bellegra, Genazzano, Paliano, Roiate, San Vito Romano i Serrone.

## Cesanese di Olevano Romano DOC
Al municipi es produeix el vi amb denominació d'origen (Denominazione di origine controllata - DOC) de Cesanese di Olevano Romano.

## Ciutats agermanades
- Volgograd, Rússia, des de 2011